# Naruto (cieśnina)
Cieśnina Naruto (jap. 鳴門海峡 Naruto-kaikyō) – cieśnina znajdująca się w Japonii, oddzielająca wyspy: Awaji i Sikoku. Łączy Morze Wewnętrzne z kanałem Kii i Oceanem Spokojnym. Jest szeroka na ok. 1,3 km.
Cieśnina słynie z ogromnych i silnych wirów wodnych. Są one jedną z atrakcji turystycznych regionu.
Nad cieśniną rozpięty jest most Ōnaruto. Ma on łączną długość 1629 m.

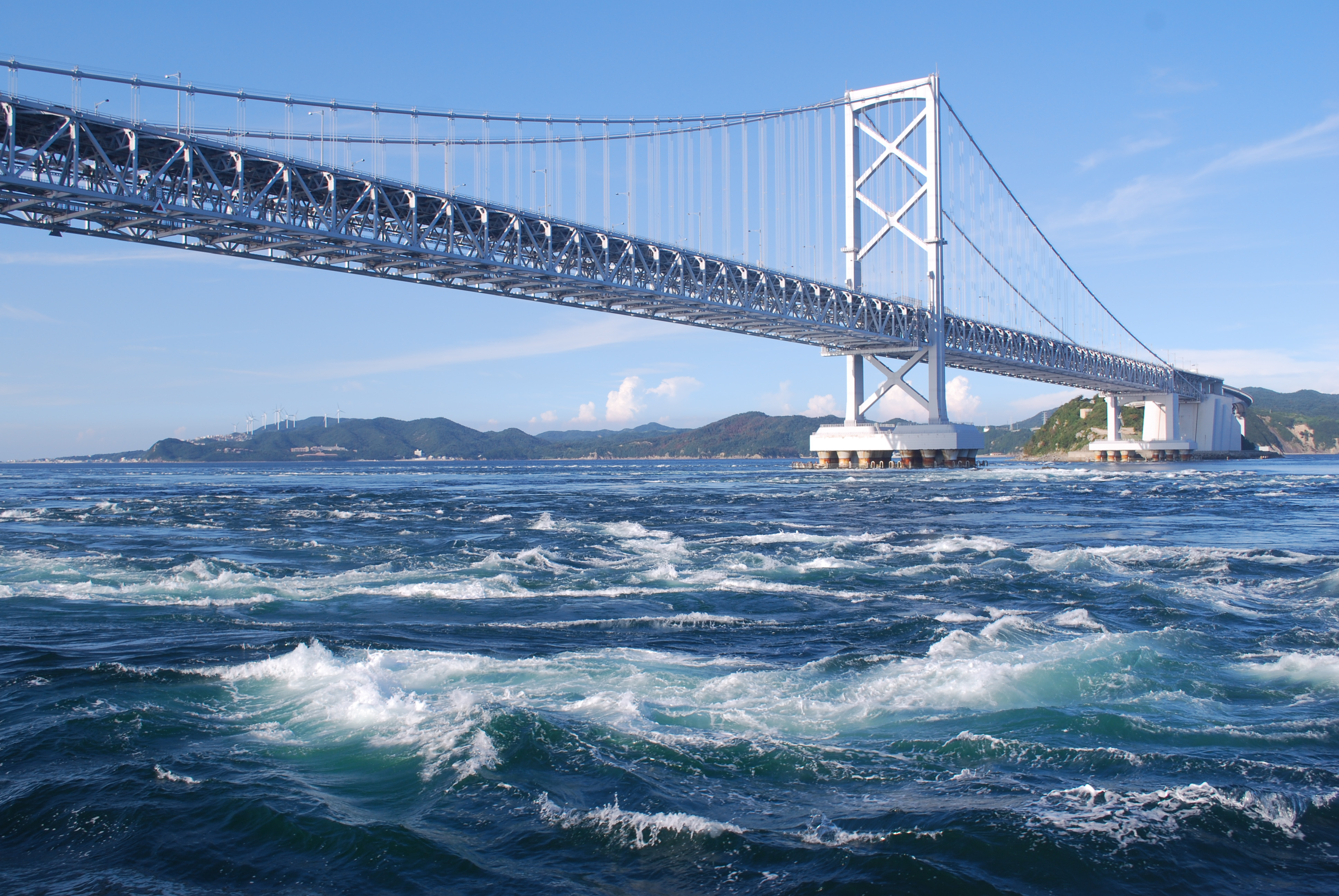
Most nad cieśniną i wiry